# Krty-Hradec
Krty-Hradec (do 30. června 1997 Krty) jsou obec v okrese Strakonice v Jihočeském kraji. Leží zhruba pět kilometrů severozápadně od Strakonic. Žije v ní 127 obyvatel.

## Historie
První písemná zmínka o obci pochází z roku 1227.

## Přírodní poměry
Obec leží při jižním okraji Blatenské pahorkatiny (podcelek Horažďovická pahorkatina, okrsek Radomyšlská pahorkatina); protéká jí jeden z levostranných přítoků řeky Otavy, potok Kolčavka, na němž jsou přímo v obci situovány dva rybníky: na západním břehu menšího z nich, Veského rybníka, se rozkládá místní část Krty, zatímco Hradec leží severní straně níže položeného a většího Hradeckého rybníka.

## Obyvatelstvo
| Rok            | 1869 | 1880 | 1890 | 1900 | 1910 | 1921 | 1930 | 1950 | 1961 | 1970 | 1980 | 1991 | 2001 | 2011 | 2021 |
| -------------- | ---- | ---- | ---- | ---- | ---- | ---- | ---- | ---- | ---- | ---- | ---- | ---- | ---- | ---- | ---- |
| Počet obyvatel | 379  | 389  | 363  | 363  | 329  | 335  | 330  | 279  | 255  | 231  | 195  | 153  | 129  | 130  | 133  |
| Počet domů     | 51   | 57   | 59   | 60   | 61   | 61   | 66   | 74   | 68   | 63   | 58   | 66   | 67   | 71   | 76   |

## Obecní správa
Mezi lety 1850–1919 patřily Krty jako osada obce k Mnichovu v okrese Strakonice. V letech 1919–1973 byly obcí. Od 1. ledna 1974 do 23. listopadu 1990 patřily jako část městyse ke Katovicím a od 24. listopadu 1990 jsou opět samostatnou obcí.

### Obecní symboly
Znak a vlajka byly obci uděleny rozhodnutím předsedkyně České národní rady dne 12. března 1992.

## Pamětihodnosti
- Boží muka

## Galerie

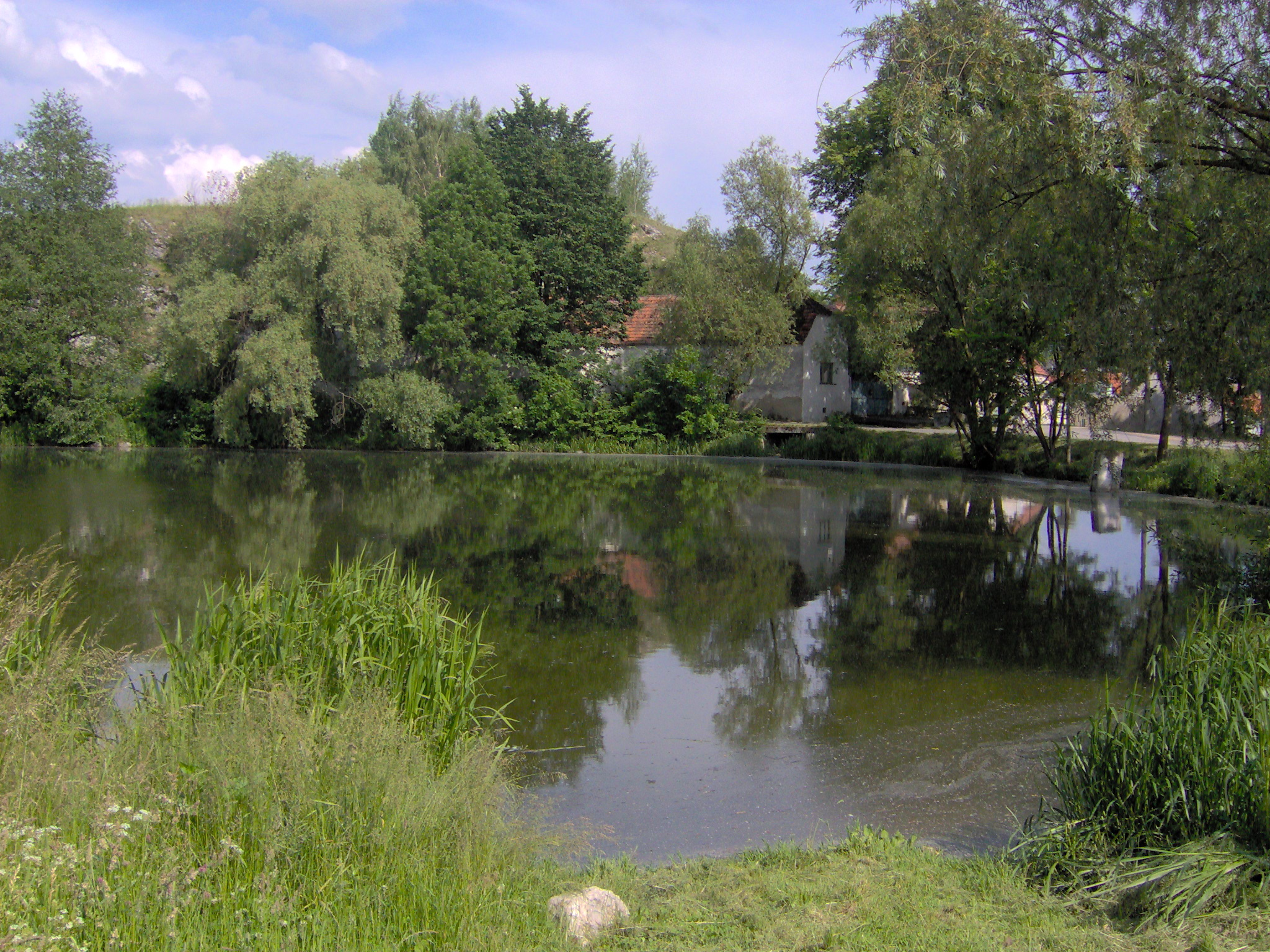
Veský rybník a Hradec
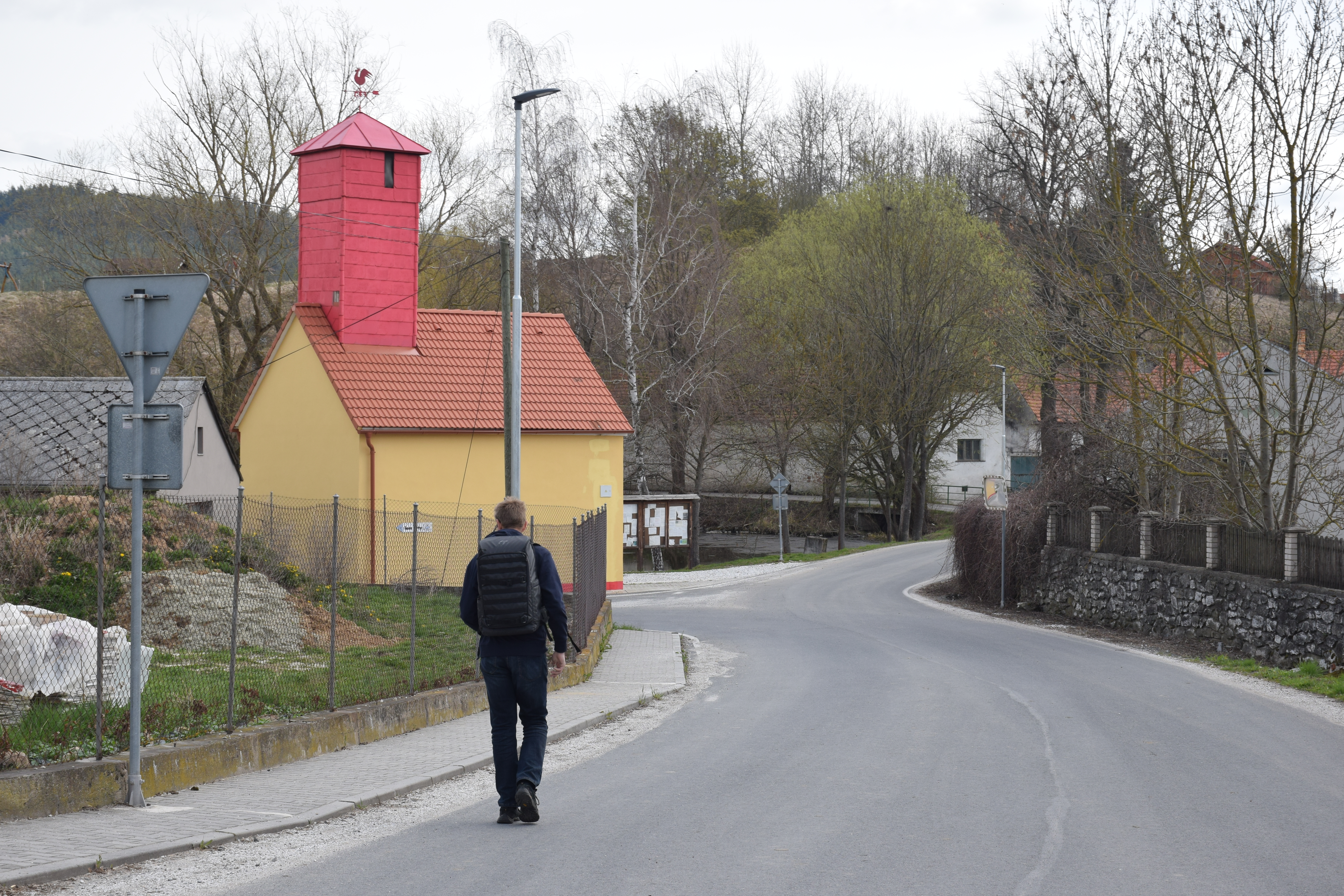
Hasičárna
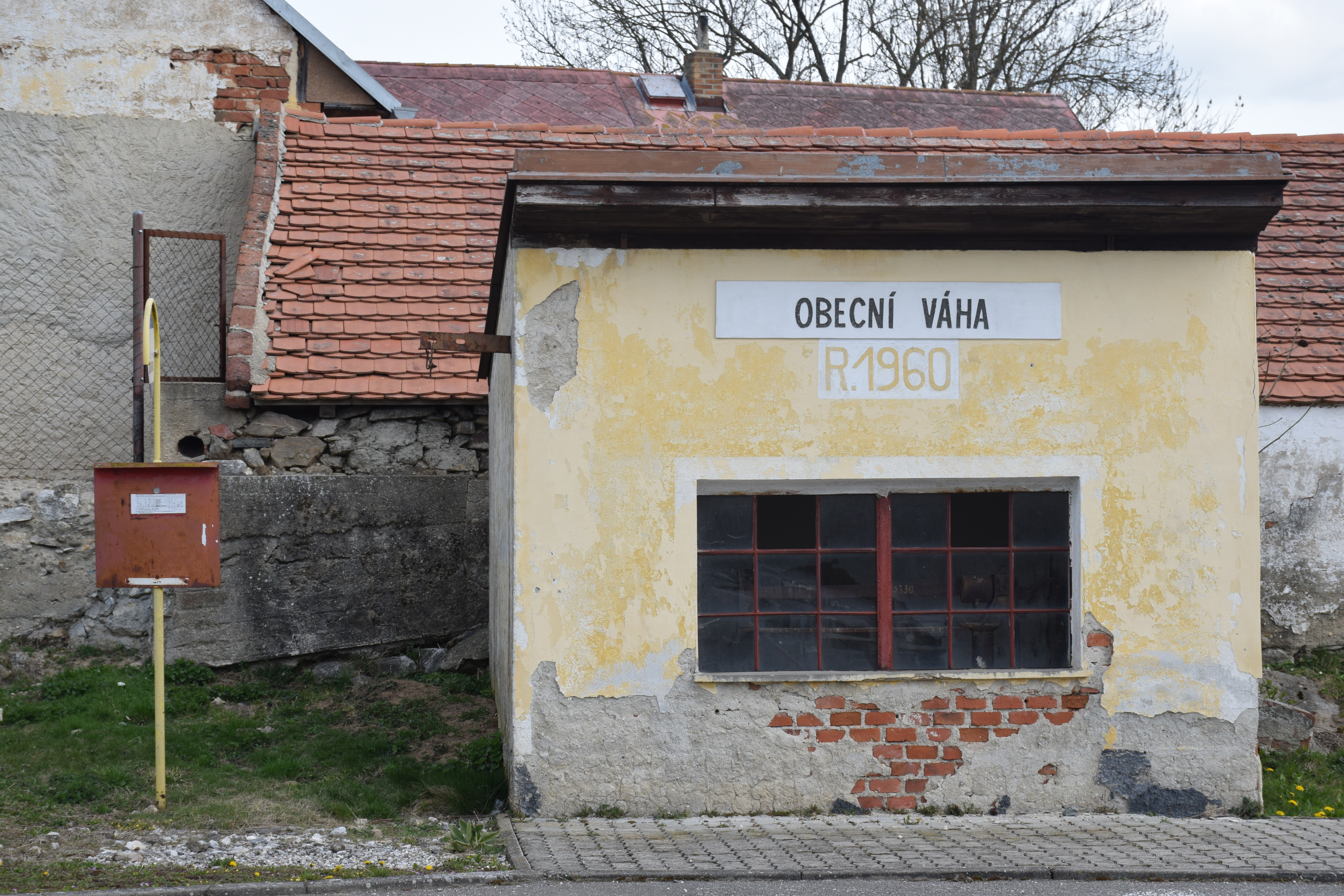
Obecní váha
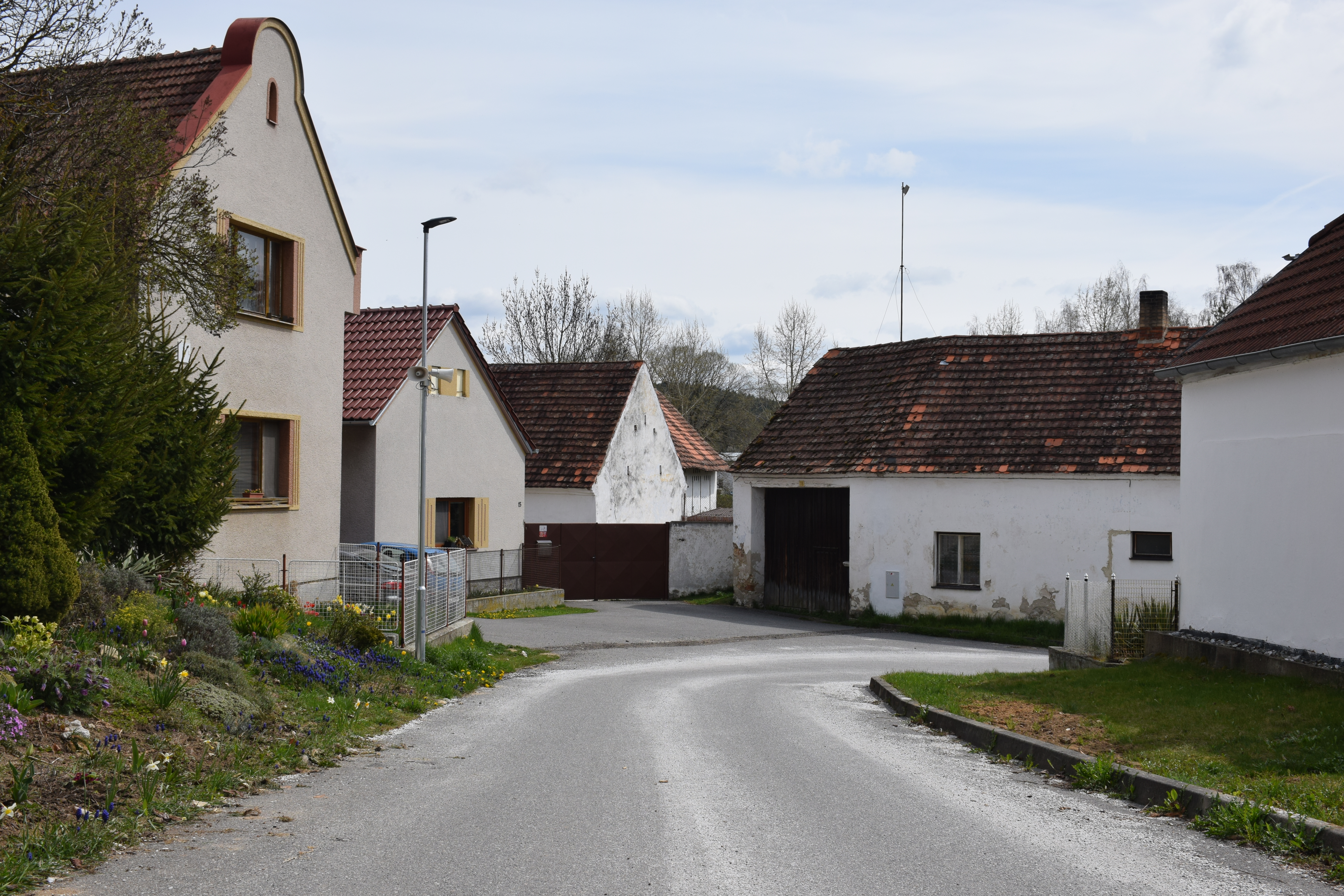
Pohled do vsi
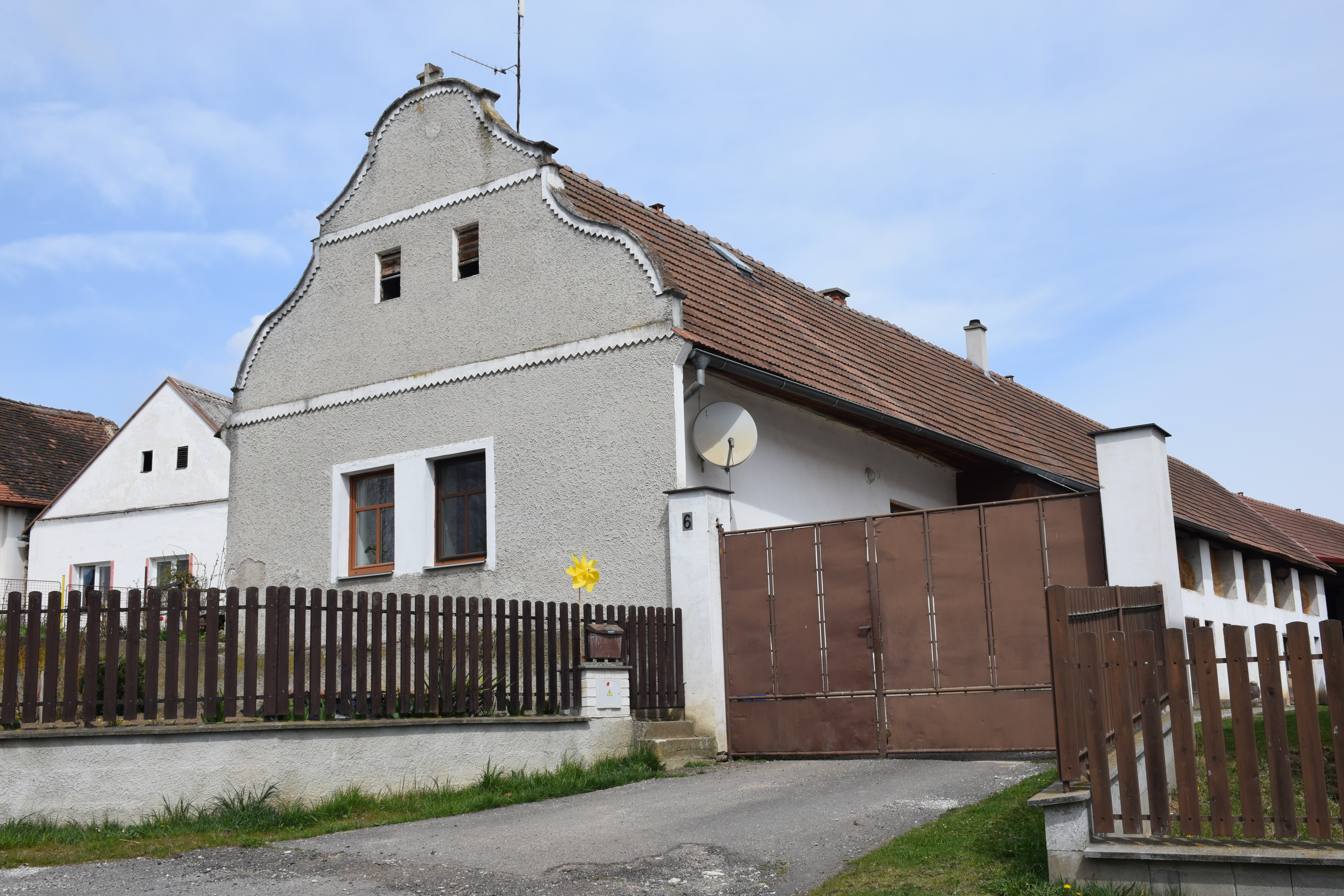
Statek s barokním štítem